# A. Riyanto
Aloysius Riyanto (nacido en Surakarta, el 23 de noviembre de 1943 - f. en Yakarta el 17 de junio de 1994) fue un cantante y compositor indonesio. Era uno de los cantautores más reconocidos en la industria de la música popular de Indonesia, artísticamente conocido como A. Riyanto.

## Carrera
En sus primeros inicios de su carrera artística, se unió a una banda musical llamada Favourite, junto con Mus Mulyadi, Es Hary, y Harry Toos. Además ha compuesto varios temas musicales para su banda con la colaboración de Tetty Kadi, Grace Simon, Rafika Duri y Dian Mayasari. A. Riyanto estuvo relacionado con la cantante Tetty Kadi y también tuvo una hija muy conocida en el mundo del espectáculo, la cantante Lisa A. Riyanto, que a menudo también participó en cortes comerciales de televisión.

## Discografía
- Rek Ayo Rek lagu pop keroncong yang pertama kali dinyanyikan pada tahun 1970-an oleh Mus Mulyadi (kakak dari Mus Mujiono)
- Hanya Untukmu - Rafika Duri
- Dilanda Cinta - Rafika Duri
- Biar Kusendiri- Dian Mayasari
- "Penghibur Hati" - Emilia Contessa duet dengan Benyamin S
- Kemuning - Hetty Koes Endang
- Setangkai Anggrek Bulan - Broery Marantika dan Emilia Contessa

kemudian dinyanyikan kembali oleh Rano Karno dan Ria Irawan, serta Chrisye dan Sophia Latjuba
- Duri dalam Dada - Chintami Atmanegara
- Udang Dibalik batu - Ervina
- Lakasah Bicara - Nourma Yunita
- Bunga Mawar - Novia Kolopaking
- Bujangan - Jamal Mirdad
- Mimpi Sedih - Emilia Contessa, Siwi Yunia , Broery Marantika dan

Penyanyi Internatinal Teresa Teng dari Taiwán
- Permata Hati - Titiek Puspa, Harvey Malaiholo dan Rafika Duri
- Desember Kelabu - Maharani Kahar dan dirilis ulang oleh Yuni Shara
- Layu Sebelum Berkembang - Tetty Kadi, Broery Marantika duet Emilia Contessa
- Teringat Selalu
- Kursi Pengantin
- Melati Penuh Dosa
- Cinta Membawa Derita
- Nasib Pengembara
- Seutai Bunga Tanda Cinta - lagu Kroncong Hetty K. Endang
- Angrek Bulan - Mus Mulyadi
- Mama - Emilia Contessa
- Pergi kebulan
- Hati yang Terluka - Broery Marantika
- Hitam Rambutnya - Purnama Sultan
- Pulau Seribu - Tetty Kadi dan dirilis ulang oleh Trie Utami
- Senandung Rindu Tetty Kadi dan dirilis ulang oleh Vina Panduwinata
- Apa yang kucari - Endang S. Taurina
- Selembut kain sutera - "Instrumental"